# Абдибаева, Айсара Нышановна
Айсара Нышановна Абдибаева  (род. 13 августа 1965, село Кош-Дёбё, Джалал-Абадская область) — депутат Жогорку Кенеша Кыргызской Республики VII созыва от политической партии «Ишеним» (с 2021 года). Заместитель председателя Комитета по бюджету, экономической и фискальной политике.

## Биография
Родилась 13 августа 1965 года в селе Кош-Дёбё Аксыйского района Джалал-Абадской области Киргизской ССР.
В 1992 году успешно завершила обучение в Кыргызском Государственном Университете, на факультете экономики, получила специальность - «экономист».
С 1982 года работала заведующей сектором учета членов ВЛКСМ в комитете комсомола колхоза имени В. И. Ульянова. С 1984 по 1989 годы трудилась кладовщиком в Караванском РайПО. С 1989 по 1994 годы работала кассиром, а затем главным экономистом в АТП «Жаны-Жол». В 1995 году - ведущий специалист по бухгалтерскому учету в Фонде государственного имущества Кыргызстана.
С 1995 по 997 годы работала главным специалистом в Таш-Кумырском филиале АКБ «Кыргызстан». С 1999 по 2000 годы директор в Каныш-Кийском филиале АО «РСК Банк». С 2006 по 2007 годы трудилась в должности заведующей сберегательной кассы ОАО «Кыргызпромстройбанк» в Алабукинском районе.С 2007 по 2010 годы - управляющая сберегательной кассы ОАО «Аманбанк» в городе Оше.
В 2021 году была избрана депутатом Жогорку Кенеша Кыргызской Республики VII созыва от политической партии «Ишеним». С 13 января 2022 года - заместитель председателя Комитета по бюджету, экономической и фискальной политике. 17 ноября 2022 года голосовала "за" ратификацию соглашения о делимитации и демаркации киргизско-узбекской границы.
Замужем. Мать четверых детей.